# Купроське сільське поселення
Купро́ське сільське́ посе́лення (рос. Купросское сельское поселение) — муніципальне утворення у складі Юсьвинського району Пермського краю. Центр — село Купрос.

## Склад
До складу поселення входять такі населені пункти:
| Населений пункт | Населення, осіб (2011) |
| --------------- | ---------------------- |
| Агішево         | 10                     |
| Аксьоново       | 140                    |
| Альошино        | 35                     |
| Алямово         | 13                     |
| Афоніно         | 30                     |
| Бажино          | 8                      |
| Вакіно          | 8                      |
| Велика Мочга    | 99                     |
| Велике Тукачево | 28                     |
| Габово          | 30                     |
| Галяшер         | 1                      |
| Дубленово       | 68                     |
| Євсіно          | 72                     |
| Івачево         | 5                      |
| Кагулево        | 24                     |
| Крохалево       | 421                    |
| Кузьміно        | 86                     |
| Купрос          | 475                    |
| Купрос-Волок    | 92                     |
| Логіново        | 84                     |
| Мала Мочга      | 33                     |
| Мале Тукачево   | 1                      |
| Пашня           | 3                      |
| Пітер           | 1                      |
| Подволошино     | 71                     |
| Потапово        | 19                     |
| Сімянково       | 57                     |
| Соболево        | 28                     |
| Стариково       | 32                     |
| Тіміно          | 259                    |
| Тріфаново       | 26                     |
| Тукачево        | 294                    |
| Урманово        | 171                    |
| Чикманово       | 43                     |
| Шедово          | 15                     |
| Яборово         | 2                      |
| Якіно           | 49                     |

Колишні населені пункти — Азово, Бурдово, Верх-Ньонь, Гуріно, Деревенькіно, Дубленово, Євсіно, Зіткай, Кіселево, Комсомольський, Лебедяга, Льоквож, Максимово, Мохнатово, Перхіно, Пістогово, Стер, Чужово, Шарапово.